# ایران قادری
ایران قادری ( ۱۲۹۹، تهران — ۱۳۷۸) با نام تولد فاطمه قادری‌فر بازیگر سینمای ایران بود.

## زندگی‌نامه
- تحصیلات: فارغ‌التحصیل هنرستان هنرپیشگی تهران
- ازدواج با احمد فوزی (دیپلمات مصری) و مهاجرت به مصر (۱۳۲۸)
- بازگشت به ایران (۱۳۴۲)
- فعالیت در سینما از: ۱۳۴۳ با ترانه‌های روستائی
- فعالیت در تلویزیون از: ۱۳۵۴ با «گذر عمر»
- قعالیت در تئاتر از: ۱۳۲۲ با «شوهر باید اینطور باشد»

## نمایش‌ها
- شوهر باید اینطور باشد
- اصفهانی چلمن
- اورینب
- بازرگان ونیزی
- بدگمان
- خرانه دار شاه صفی
- خسیس
- دختر شاه پریان
- سایه حرم
- شاهزاده پوراندخت
- شاه عباس کبیر
- عاشق عالیه
- عزیز و عزیزه
- عشق پرنسس
- فاجعه رمضان
- مادام ایکس
- معاویه
- میشل استروگوف

## فیلمشناخت

### سینمایی
- ۱ - رفیق (۱۳۵۴)
- ۲ - هدف (۱۳۵۴)
- ۳ - بیگانه (۱۳۵۲)
- ۴ - مصطفی لره (۱۳۵۲)
- ۵ - مغربی (۱۳۵۲)
- ۶ - هشتمین روز هفته (۱۳۵۲)
- ۷ - هلوی پوست کنده (۱۳۵۲)
- ۸ - آبشار طلا (۱۳۵۱)
- ۹ - پدر که ناخلف افتد (۱۳۵۱)
- ۱۰ - توبه (۱۳۵۱)
- ۱۱ - شیربها (۱۳۵۱)
- ۱۲ - کافر (۱۳۵۱)
- ۱۳ - بده در راه خدا (۱۳۵۰)
- ۱۴- جان‌سخت (۱۳۵۰)
- ۱۵ - برای که قلب‌ها می‌تپد (۱۳۵۰)
- ۱۶ - رشید (۱۳۵۰)
- ۱۷ - شیادان (۱۳۵۰)
- ۱۸ - نقره داغ (۱۳۵۰)
- ۱۹ - جوانی هم عالمی دارد (۱۳۴۹)
- ۲۰ - شهر هرت (۱۳۴۹)
- ۲۱ - علی بی‌غم (۱۳۴۹)
- ۲۲ - کوچه مردها (۱۳۴۹)
- ۲۳ - مرید حق (۱۳۴۹)
- ۲۴ - پسران قارون (۱۳۴۸)
- ۲۵ - سرود زندگی (۱۳۴۸)
- ۲۶ - شکوه قهرمان (۱۳۴۸)
- ۲۷ - قصه دلها (۱۳۴۸)
- ۲۸ - کاسب‌های محل (۱۳۴۸)
- ۲۹ - گناه مادر (۱۳۴۸)
- ۳۰ - مردان روزگار (۱۳۴۸)
- ۳۱ - ازدواج ایرانی (۱۳۴۷)
- ۳۲ - بسترهای جداگانه (۱۳۴۷)
- ۳۳ - به امید دیدار (۱۳۴۷)
- ۳۴ - پلی بسوی بهشت (۱۳۴۷)
- ۳۵ - جاده تبهکاران (۱۳۴۷)
- ۳۶ - دختر شاه پریون (۱۳۴۷)
- ۳۷ - دلاور دوران (۱۳۴۷)
- ۳۸ - عشق قارون (۱۳۴۷)
- ۳۹ - من شوهر می‌خواهم (۱۳۴۷)
- ۴۰ - ایمان (۱۳۴۶)
- ۴۱ - حقه‌بازان (۱۳۴۶)
- ۴۲-  دروازه تقدیر (۱۳۴۶)
- ۴۳ - زیر گنبد کبود (۱۳۴۶)
- ۴۴ - عروس تهران (۱۳۴۶)
- ۴۵ - گذشت بزرگ (۱۳۴۶)
- ۴۶ - حاتم طائی (۱۳۴۵)
- ۴۷ - خداحافظ تهران (۱۳۴۵)
- ۴۸ - شمسی پهلوان (۱۳۴۵)
- ۴۹ - فرار از حقیقت (۱۳۴۵)
- ۵۰ - مرد سرگردان (۱۳۴۵)
- ۵۱ - گنج قارون (۱۳۴۴)
- ۵۲ - ترانه‌های روستائی (۱۳۴۳)

### تلویزیونی
- خسرو میرزای دوم (۱۳۵۶)
- گذر عمر (۱۳۵۴)